# Diaphorus maculatus
Diaphorus maculatus är en tvåvingeart som först beskrevs av Octave Parent 1930.  Diaphorus maculatus ingår i släktet Diaphorus och familjen styltflugor. Inga underarter finns listade i Catalogue of Life.